# Hockeystickcurve

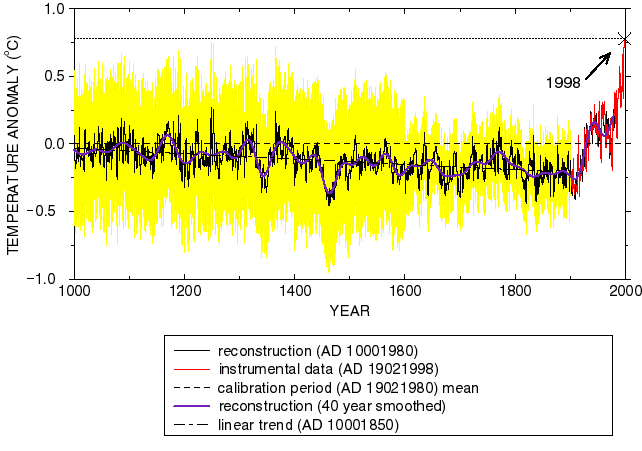
De Hockeystick-grafiek toont het temperatuurverloop op het noordelijk halfrond van het jaar 1000 tot 1998 uit het artikel van Mann en anderen (1999). De zwarte lijn toont de temperatuur die indirect afgeleid is uit de proxies (de steel van de hockeystick), het gele gebied geeft de onzekerheid aan terwijl de rode punten (de haak van de hockeystick) de temperaturen voorstellen die sinds 1902 met thermometers gemeten zijn.

Een IJshockeystick

De Hockeystick is een veelgebruikte benaming voor een grafiek uit de paleoklimatologie. De grafiek geeft een reconstructie weer van de temperatuur op het Noordelijk Halfrond gedurende het afgelopen millennium (jaar 1000-2000). Omdat gestandaardiseerde metingen met thermometers pas begonnen omstreeks 1850, werd de reconstructie uitgevoerd aan de hand van proxies. Dit zijn indirecte gegevens waaruit de temperatuur kan worden afgeleid. In het geval van de Hockeystick ging het daarbij om boomringen.
In 1998 publiceerden Michael E. Mann, Raymond S. Bradley en Malcolm K. Hughes (MBH) een artikel met de eerste kwantitatieve temperatuursreconstructie aan de hand van proxies van de eeuwen voor 1850. De studie ging terug tot 1400 en toonde aan dat de temperaturen op het einde van de 20e eeuw sterk begonnen te stijgen. In 1999 publiceerden MBH een uitbreiding van hun werk die terugging tot het jaar 1000. In dit artikel stond de grafiek die, vanwege zijn overeenkomst met een IJshockeystick, de "Hockeystick" werd gedoopt door klimatoloog Jerry Mahlman van NOAA. Het Intergovernmental Panel on Climate Change, dat klimaatwetenschap samenvat, nam in 2001 de hockeystick samen met de resultaten van de reconstructies van andere onderzoekers op in het derde assessment rapport.
De grafiek werd in bredere kringen bekend vanwege de vele kritiek, vooral omdat het middeleeuws klimaatoptimum bijna niet te zien is. Sommige klimaatsceptici beweren ten onrechte dat de hele theorie van de opwarming van de aarde op de hockeystick berust. Hoewel de grafiek vaak aangehaald wordt om de opwarming van de aarde te laten zien, gaan klimaatmodelleurs er niet van uit. Vele onderzoekers vinden de onzekerheden in temperatuurreconstructies tot de middeleeuwen nog te groot.
Verschillende wetenschappelijke artikelen die sinds 1998 zijn verschenen gebruiken andere proxies en statistische technieken, maar bevestigen in grote lijnen de Hockeystick, met enige variatie in hoe vlak de "steel" van de Hockeystick loopt. In 2008 verscheen een nieuw onderzoek van Michael E. Mann waarin meer dan duizend proxy-reeksen werden gebruikt. Hierbij bleek dat het resultaat niet afhangt van bepaalde gegevens als boomreeksen.

## Kritiek

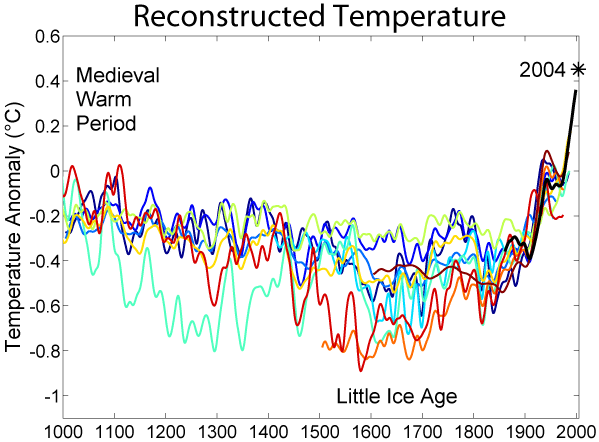
Verschillende temperatuurreconstructies van het Noordelijk halfrond, waaronder de hockeystick (bron : IPCC 2007)

Omdat gestandaardiseerde metingen met thermometers pas beginnen omstreeks 1850, moet de reconstructie van de temperatuur gebeuren aan de hand van proxies (indirecte kenmerken). Deze proxy-gegevens moeten de temperatuur goed weergeven en een groot deel van de aarde bestrijken. Alles moet uiteraard statistisch correct verwerkt worden.
Er kwam kritiek op de hockeystickcurve. McIntyre en McKitrick beweerden in 2003 dat hockeystickvorm een artefact (bijproduct) is van het gebruik van gebrekkige gegevens en een slechte statistische verwerking. Dit wordt door de auteurs MBH verworpen. Hierop ontstond een polemiek over de grafiek en uiteindelijk werd op verzoek van het Amerikaans Congres een commissie van onderzoekers van de National Research Council samengesteld om het artikel van MBH door te lichten. Ze kwamen tot de conclusie dat het artikel inderdaad enkele statistische tekortkomingen had, maar dat die het eindresultaat niet aantasten.
De Amerikaanse Republikeinse senatoren Joe Barton en Ed Whitfield vroegen daarnaast op eigen initiatief aan Edward Wegman een nader onderzoek door statistici. Wegman bevestigde dat er statistische problemen waren en veroordeelde de statistische methode als "een slechte methode + een goed resultaat = slechte wetenschap". Het Wegman-rapport kwam echter zelf ook weer onder vuur te liggen.

## Discussie
Willie Soon en Sallie Baliunas kwamen in 2003 in het tijdschrift Climate Research met de eerste kritiek op de hockeystick. Deze kritiek werd snel weerlegd, en veroorzaakte de Soon en Baliunas-controverse, omdat hun artikel zoveel fundamentele fouten bevatte dat het nooit door een peer review had mogen komen. Vier beoordelaars van het artikel hadden bezwaren. Het tijdschrift Climate Research gaf toe dat het reviewproces niet gewerkt had en de helft van de redactie van het tijdschrift stapte op, onder andere hoofdredacteur Hans von Storch. De Amerikaanse senator James Inhofe vertrouwde op het artikel van Soon en Baliunas toen hij de opwarming van de aarde "de grootste hoax (misleiding) die Amerika ooit trof" noemde.
Datzelfde jaar publiceerden Stephen McIntyre en Ross McKitrick (M&M) een artikel in het tijdschrift Energy and Environment. Zij vielen de statistische methode van MBH aan en konden de resultaten van MBH niet reproduceren. Mann, Bradley en Hughes publiceerden vervolgens in Nature een correctie waarin ze een aantal fouten dat in het materiaal dat online stond verbeterden, maar ze hielden vast aan hun oorspronkelijke resultaten.
Eugene Wahl en Caper Ammann toonden aan dat M&M de resultaten van MBH niet terugvonden omdat die de methode van MBH anders toepasten. De resultaten waren wel reproduceerbaar als de methode op dezelfde manier gebruikt werd. Volgens Mann hadden McIntyre en McKitrick verder 80% van de data uit de 15e eeuw weggelaten, waardoor de curve van M&M in die eeuw een opwarming vertoonde midden in de kleine ijstijd, wat in geen enkele van de tientallen andere temperatuurreconstructies wordt waargenomen. Door weglating van die gegevens is de grafiek van M&M niet meer statistisch significant. Met de kritiek van M&M kwam de discussie over de hockeystickcurve op gang.
Hans von Storch, de ex-hoofdredacteur van Climate Research, vond die eerste kritiek van M&M weinig gefundeerd, en noemde zijn artikel uit 2004 de eerste serieuze kritiek. Von Storch beweerde dat Mann en zijn medeauteurs de natuurlijke variabiliteit met een factor twee onderschatten. Wahl et al. hebben echter fouten in Von Storchs werk ontdekt.

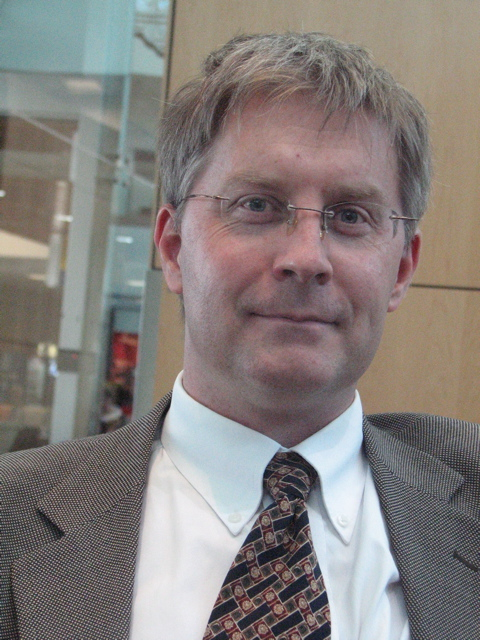
Ross McKitrick

In 2005 publiceerden McIntyre en McKitrick een nieuwe kritiek in het tijdschrift Geophysical Research Letters waarbij ze weer stelden dat de hockeystickvorm een artefact is van de statistische verwerking. Ze vonden met Manns methode in 99% van de gevallen een hockeystick, zelfs als ze rode ruis als gegevens gebruikten. Michael Mann werd verder aangevallen omdat hij de gebruikte gegevens niet volledig beschikbaar zou stellen. Maar alle gegevens kwamen uiteindelijk toch op zijn ftp-server te staan.
Het debat over de statistische verwerking ging over het gebruik van een gedecentreerde vorm van hoofdcomponentenanalyse, een methode waarbij normaal gecentreerd wordt rond de hele dataperiode. MBH wilden de componenten vergelijken met de temperaturen in de 20e eeuw, en hadden daarom gecentreerd op de periode 1900-1980 (het einde van de reconstructie), wat een weinig gebruikelijke manier van verwerken is. Latere studies toonden aan dat deze manier van standaardisering echter weinig invloed heeft op de uitkomst, en dat een eenvoudige middelingsmethode eveneens een hockeystick oplevert.
Het IPPC betrok de kritiek van McIntyre en McKitrick in het vierde assessment rapport, maar stelde dat de kritiek gegrond was, maar nauwelijks uitmaakte zoals bleek uit het artikel van Wahl et al.(2006). Ook de andere reconstructies die tegen die tijd bestonden werden in de analyse betrokken. Naast een aantal methodologische problemen in M&M's kritiek bleek dat ze van hun 10.000 computerruns met ruis alleen de 100 lieten zien die het meest op een hockeystick leken, een vorm van cherry picking.

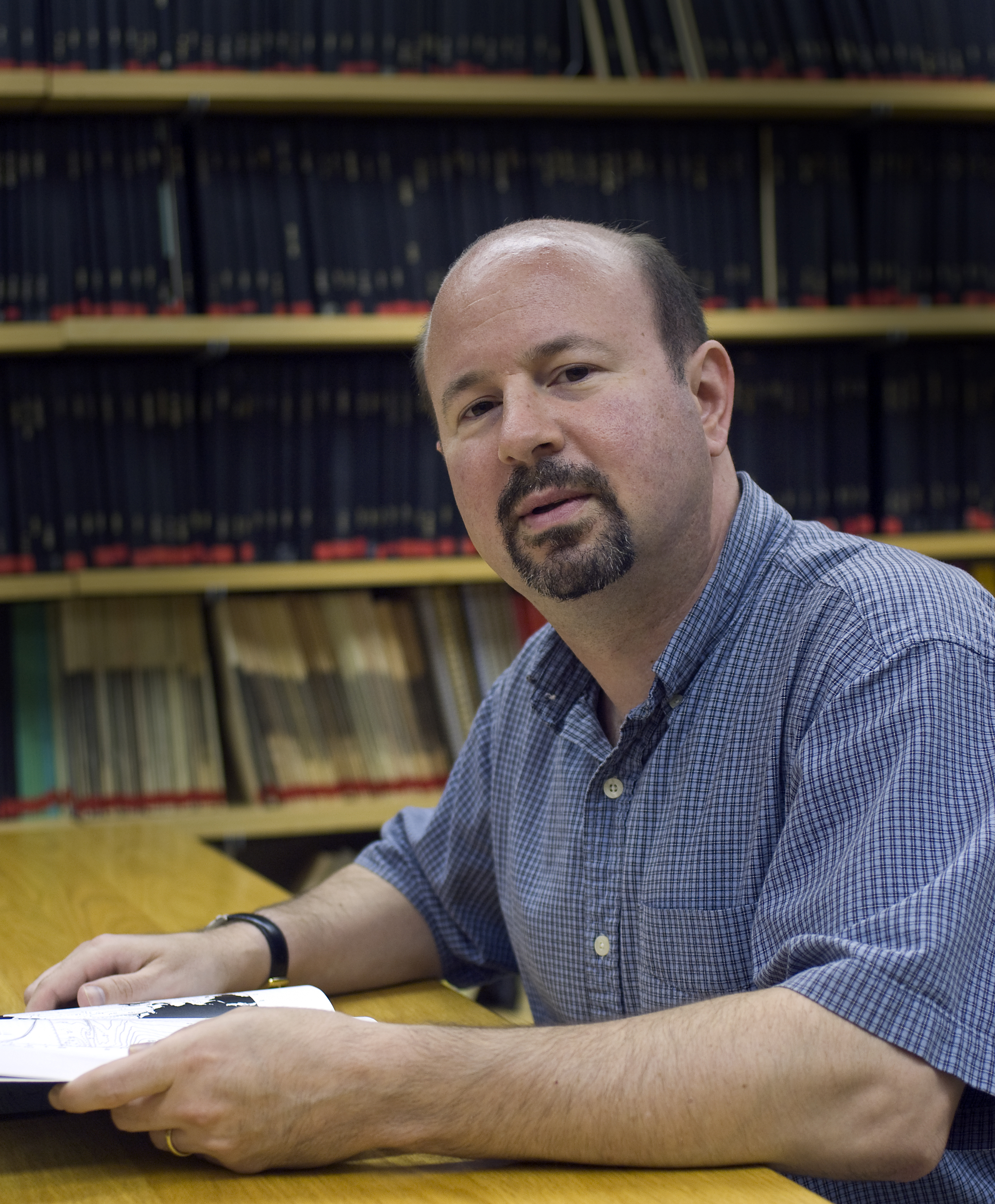
Michael E. Mann

In juni 2005 moest Michael Mann verschijnen voor een onderzoekscommissie van het Amerikaanse congres. De American Association for the Advancement of Science beschouwde dit eerder als een poging om klimaatonderzoekers in diskrediet te brengen dan om de waarheid te achterhalen. Het Congres verzocht om een onafhankelijk onderzoek. Op 22 juni 2006 kwam de Amerikaanse National Academy of Sciences met een voorpublicatie van hun rapport over de temperaturen van de afgelopen 2000 jaar. Ze stelden dat MBH's conclusie dat het de afgelopen decennia warmer was dan de voorafgaande eeuwen waarschijnlijk juist is.

## Rapport van de National Research Council
Op verzoek van het Congres stelde de National Research Council een speciale "Committee on Surface Temperature Reconstructions for the Past 2,000 Years" samen. Deze bestond uit 12 onderzoekers uit verschillende vakgebieden met Gerald North als voorzitter.
De commissie concludeerde in 2006 dat de analyse van MBH inderdaad statistische tekortkomingen had, maar dat die weinig uitmaakten. De belangrijkste conclusies uit het rapport zijn :
- De gemeten opwarming van 0,6 °C gedurende de 20e eeuw wordt bevestigd door boorgatmetingen, de terugtrekking van gletsjers en ander bewijs. Deze opwarming kan gesimuleerd worden met klimaatmodellen.
- Langdurige reconstructies van temperatuur van het aardoppervlak geven over het algemeen dezelfde temperaturen in het afgelopen millennium, inclusief de relatief warme periode rond het jaar 1000 (bekend als het middeleeuws klimaatoptimum) en een relatief koude periode (Kleine IJstijd) rond 1700. De Kleine IJstijd tussen 1500 en 1850 wordt bovendien bevestigd door een veelheid aan gegevens, zoals ijskernen, boomringen, boorgatmetingen, metingen aan gletsjertongen en historische documenten. Het bewijs voor een regionale warme periode in de middeleeuwen berust op een brede verzameling van gegevens, waaronder ijskernen, boomringen, afzettingen in zee en historische bronnen uit Europa en Azië, maar de exacte tijd en duur van deze warme periodes kan van regio tot regio verschild hebben, en over de grootte en het geografisch bereik is weinig zekerheid.
- Het is vrij zeker dat het aardoppervlak de afgelopen decennia gemiddeld warmer was dan in vergelijkbare periodes in de afgelopen 400 jaar. Deze conclusie wordt gerechtvaardigd door de overeenstemming van een breed scala aan geografisch diverse proxies.
- Minder zekerheid bestaat er over de reconstructies van temperatuur van het aardoppervlak voor de periode 900-1600. De beschikbare proxies geven aan dat vele, maar niet alle, plaatsen de afgelopen 25 jaar warmer waren dan in een vergelijkbare 25-jarige periodes sinds 900. De reconstructies worden dieper in het verleden onzekerder.
- Er bestaat weinig zekerheid over de temperaturen voor 900 omdat er weinig gegevens zijn en de proxies minder betrouwbaar worden naarmate de tijd verstrijkt.

Mann en anderen reageerden op RealClimate, dat "de commissie voldoende redenen vond om de bevindingen van eerdere onderzoeken te bevestigen, en ook de argumenten die we in het verleden hebben benadrukt".
Maar Roger Pielke Jr. noemde het rapport een "bijna volledige veroordeling van het werk van Mann et. el.". Nature stelde dan weer dat het rapport de Hockeystick bevestigde, maar dat de manier waarop het resultaat werd verkregen bekritiseerd werd.

## Wegman-rapport

### Onderzoek door statistici op verzoek Republikeinen
In 2006 publiceerde een team statistici onder leiding van Edward Wegman een rapport op verzoek van de Republikeinse afgevaardigden in het Amerikaans Congres Joe Barton en Ed Whitfield. De resultaten werden gepresenteerd op een hoorzitting in een commissie van het Congres onder leiding van Joe Barton.
Het rapport ging vooral in op de statistische analyse die in het MBH-rapport gebruikt werd, maar keek ook naar de persoonlijke en professionele banden tussen Mann en andere leden van de paleoklimatologische gemeenschap. De statistische verwerking in MBH98 en MBH99 zou onduidelijk en onvolledig zijn, zodat de kritiek van McIntyre en McKitrick gerechtvaardigd was. Het rapport bevestigde dat de gedecentreerde hoofdcomponentenanalyse, zelfs wanneer er random data wordt ingevoerd een hockeystick oplevert. Verder vond de commissie dat de eerste hoofdcomponent in de statistische analyse wordt gedomineerd door de Bristlecone pijnboom en de Vossenstaartpijnboom, maar dat er in de literatuur aanwijzingen zijn dat deze soorten misschien geen goede proxies vormen voor temperatuurverandering, omdat ze beter groeien als er meer CO2 voorhanden is.
Er zouden geen aanwijzingen zijn dat Mann en zijn co-auteurs contacten onderhielden met statistici. Tevens stelde het Wegman-rapport dat er een nauwe samenwerking bestaat tussen de paleoklimatologen en speculeerde dat daardoor onafhankelijk onderzoek mogelijk bemoeilijkt zou kunnen worden. Verschillende van de proxies worden hergebruikt in verschillende "onafhankelijke" studies zodat deze niet echt onafhankelijke verificaties zijn. Volgens de commissie bewijst de analyse van MBH niet dat de jaren 90 het warmste decennium was van het afgelopen millennium, en dat 1998 het warmste jaar van het millennium was.

### Kritiek op het Wegman-rapport
Het Wegman-rapport heeft op zijn beurt behoorlijk wat kritiek gekregen. Zo werd het rapport niet gecontroleerd door paleoklimatologen. Op de hoorzitting zei Wegman dat zes mensen informeel per e-mail het rapport hadden goedgekeurd.
Verbetering van de statistische fouten verandert het resultaat van MBH's grafiek niet significant, ook niet voor de recente jaren. Verder leverden onderzoeken met andere statistische methodes gelijksoortige grafieken op.
De analyse van het sociale netwerk van Mann door de commissie-Wegman miste goede criteria. De analyse kon niet gelden voor 1998, omdat de reconstructie van MBH toen de eerste was. Een netwerk van co-auteurs is niet ongebruikelijk in wetenschappelijke subdisciplines. Gedurende de hoorzitting definieerde Wegman het sociaal netwerk als reviewers die "actief met Michael Mann hebben meegewerkt aan het schrijven van wetenschappelijke artikelen" en antwoordde dat hijzelf met geen enkele van zijn reviewers iets heeft geschreven.
Gerald North, voorzitter van de commissie van de National Research Council die eerder de Hockeystick had bestudeerd (zie boven) stelde dat de politici op de hoorzitting waarop het Wegman-rapport werd voorgesteld "de wetenschappelijke informatie verdraaiden voor hun eigen propaganda-doeleinden. De hoorzitting diende niet om inlichtingen te verzamelen, maar reclame". Op de vraag of hij het oneens was met het Wegman-rapport antwoordde hij "Nee, we zijn het niet oneens met hun kritiek. In feite hebben we ongeveer hetzelfde gezegd in ons eigen rapport." Michael Mann zelf zei dat het rapport kritiekloos de beweringen van M&M napraatte, terwijl die al weerlegd waren in verschillende gecontroleerde artikelen. Maar die werden onverklaarbaar genegeerd werden door de commissie van Barton. De beweringen van M&M waren volgens Mann enkele weken tevoren verworpen door de National Academy.
De weblog Deep Climate stelde in december 2009 dat grote delen van het Wegman-rapport plagiaat zijn, waaronder de "sociaal netwerk"-analyse die woordelijk overeenkomt met Wikipedia. Een fragment uit een leerboek van Raymond Bradley, de tweede auteur van de MBH-artikels, werd eveneens gekopieerd maar omdat er hier en daar een woord was veranderd betekende de tekst in het Wegman-rapport het tegenovergestelde van wat er eerst stond, zodat Bradleys tekst werd gebruikt om te bewijzen dat Bradley ongelijk had. Na verdere analyse kwamen Deep Climate en John Mashey tot de conclusie dat 35 van de 91 pagina's uit plagiaat bestonden. Een analyse in de krant USA Today door drie experts in plagiaat bevestigde deze bevinding. Daarnaast stelde Deep Climate dat er serieuze statistische tekortkomingen zijn in het Wegman-rapport, en dat het geen onafhankelijke analyse had uitgevoerd, maar slechts het werk van McIntyre en McKitrick had gekopieerd. En dat daarbij fouten gemaakt zouden zijn. In april 2010 diende Raymond Bradley, gesteund door zijn uitgeverij Elsevier, een formele klacht wegens plagiaat in tegen Wegman bij de George Mason University die hierop een formeel onderzoek begon. Hoewel de procedure die in april 2010 begon in zestig dagen afgerond moest zijn, is er begin 2011 nog steeds geen uitslag bekend van het onderzoek.
Op 16 mei 2011 publiceerde de krant USA Today het nieuws dat een artikel van Yasmin Saïd en Edward Wegman over hetzelfde onderwerp en dat in 2008 werd gepubliceerd in het tijdschrift Computational Statistics and Data Analysis door het magazine werd ingetrokken omdat het plagiaat bevatte.